# المضائق التركية

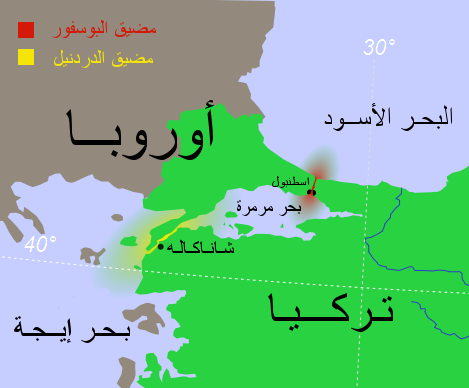
يُعرف مضيق البوسفور (الأحمر)، والدردنيل (الأصفر)، وبحر مرمرة بينهما مجتمعة باسم المضائق التركية

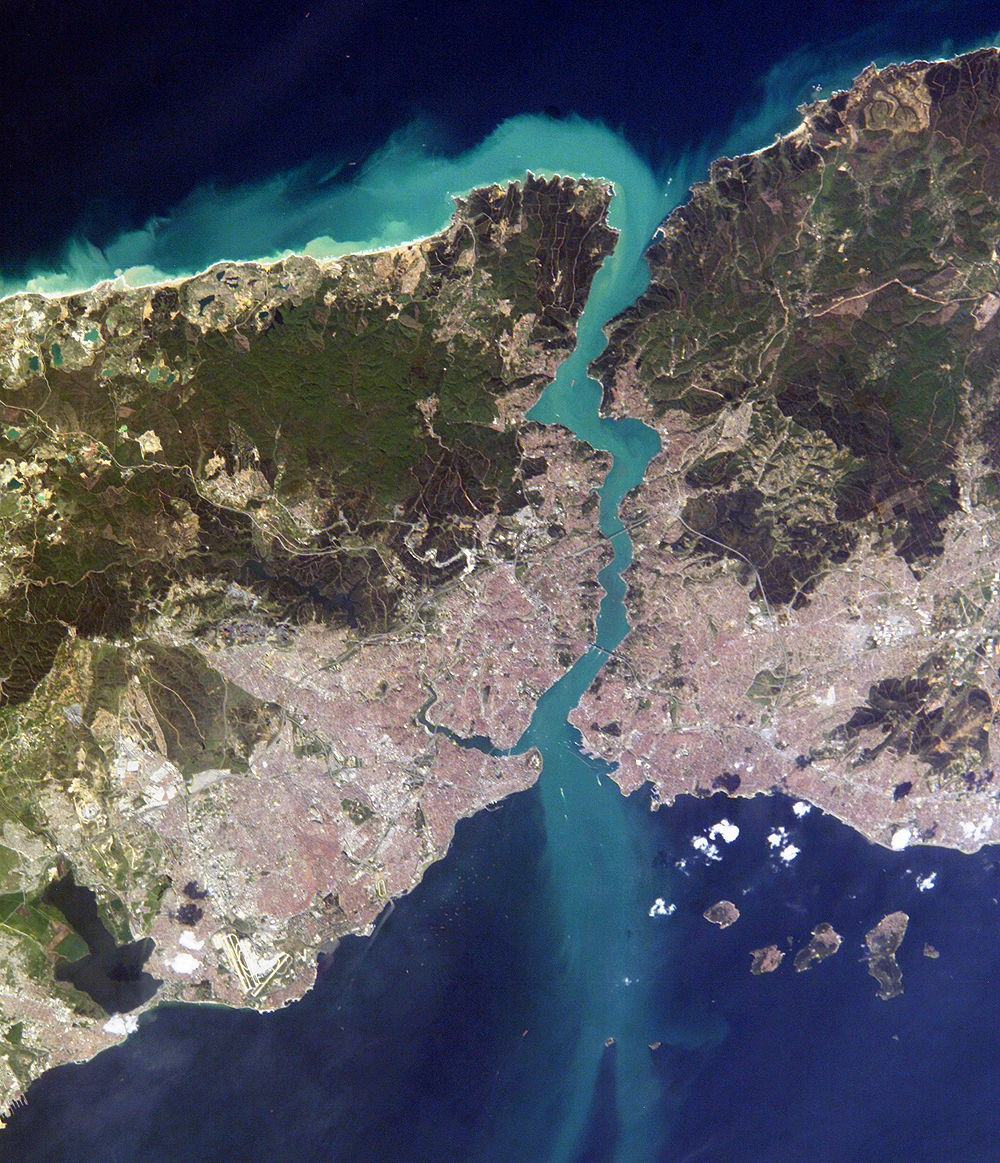
صورة الأقمار الصناعية للبوسفور، مأخوذة من محطة الفضاء الدولية في أبريل 2004. المسطح المائي في الأعلى هو البحر الأسود، والجزء السفلي هو بحر مرمرة، والبوسفور هو الممر المائي الرأسي المتعرج الذي يربط بين الاثنين. تشكل الضفاف الغربية لمضيق البوسفور نقطة الانطلاق الجغرافية للقارة الأوروبية، بينما تشكل الضفاف إلى الشرق البدايات الجغرافية لقارة آسيا. يمكن رؤية مدينة إسطنبول على طول الضفتين.

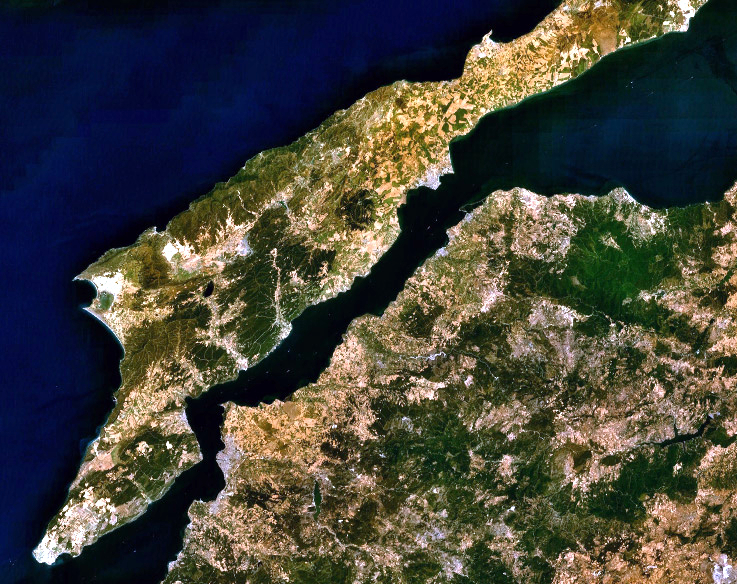
منظر لمضيق الدردنيل، مأخوذ من القمر الصناعي لاند سات 7 في سبتمبر 2006. إن المسطح المائي في أعلى اليسار هو بحر إيجة، بينما الجزء العلوي الأيمن هو بحر مرمرة. شبه الجزيرة العليا الطويلة والضيقة هي جاليبولي ، وتشكل ضفاف قارة أوروبا، في حين أن شبه الجزيرة السفلى هي ترود وهي تشكل ضفاف قارة آسيا. الدردنيل هو ممر مائي مدبب يمتد قطريا بين شبه الجزيرتين، من الشمال الشرقي إلى الجنوب الغربي. يمكن رؤية مدينة جنق قلعة على طول شواطئ شبه الجزيرة السفلية، والتي تتركز عند النقطة الوحيدة التي ينطلق فيها نتوء حاد في الدردنيل الخطي.

المضائق التركية (بالتركية: Türk Boğazları)‏ هما ممران مائيان مهمان دوليًا يقعان في شمال غرب تركيا. تشكل المضائق سلسلة من الممرات الدولية التي تربط بحر إيجة والبحر الأبيض المتوسط بالبحر الأسود، وهي تتألف من مضيق الدردنيل والبوسفور. تقع المضائق على طرفي نقيض لبحر مرمرة. تعد المضائق وبحر مرمرة جزءً من الأراضي البحرية السيادية لتركيا وتخضع لنظام المياه الداخلية.
تقع المضائق التركية في الجزء الغربي من اليابسة في أوراسيا، وتعتبر تقليديًا الحدود بين قارات أوروبا وآسيا، وكذلك الخط الفاصل بين تركيا الأوروبية والآسيوية. ونظرًا لأهميتها الاستراتيجية في التجارة الدولية والسياسة والحرب، فقد لعبت المضائق التركية دورًا مهمًا في تاريخ أوروبا والعالم. ومنذ عام 1936، تم الحكم عليها وفقًا لاتفاقية مونترو.

## الجغرافيا
كممرات مائية بحرية، تربط المضائق التركية بحارًا مختلفة على طول شرق البحر الأبيض المتوسط والبلقان والشرق الأدنى وغرب أوراسيا. تسمح المضائق على وجه التحديد بوصلات بحرية من البحر الأسود وصولًا إلى بحر إيجة والبحر الأبيض المتوسط، والمحيط الأطلسي عبر جبل طارق، والمحيط الهندي عبر قناة السويس، مما يجعلها ممرات مائية دولية مهمة، لا سيما بالنسبة لمرور البضائع القادمة في من روسيا.
تتكون المضائق التركية من الممرات المائية التالية؛
- مضيق البوسفور (بالتركية: Boğaziçi)‏ أو İstanbul Boğazı، («مضيق إسطنبول»)، يبلغ طوله حوالي 30 كيلومتر (19 ميل) وعرضه 700 متر (2,300 قدم) فقط 700 متر (2,300 قدم) ويربط بحر مرمرة بالبحر الأسود في الشمال. إنه يمر عبر مدينة إسطنبول، مما يجعلها مدينة تقع في قارتين. يعبره ثلاثة جسور معلقة (جسر البوسفور وجسر السلطان محمد الفاتح وجسر السلطان سليم الأول) ونفقان تحت الماء (نفق مرمراي للسكك الحديدية ونفق طريق أوراسيا). هناك خطط لمزيد من المعابر قيد المناقشة في مراحل مختلفة.
- الدردنيل (بالتركية: Çanakkale Boğazı)‏، («مضيق جنق قلعة»)، طوله 68 كيلومتر (42 ميل) وعرضه 1.2 كيلومتر (0.75 ميل)، ويربط بحر مرمرة بالبحر الأبيض المتوسط في الجنوب الغربي، بالقرب من مدينة جنق قلعة. كان مضيق الدردنيل يعرف في العصور القديمة الكلاسيكية باسم Hellespont. كان المضيق وشبه جزيرة جاليبولي (جيليبولو) على الساحل الغربي مسرحًا لمعركة جاليبولي خلال الحرب العالمية الأولى. حاليًا، لا توجد معابر عبر المضيق، ولكن تم تقديم خطط في السنوات الأخيرة لمشروع جسر معلق كجزء من التوسعات المقترحة لشبكة الطرق السريعة الوطنية.

تهدد تطورات الأنشطة الاقتصادية النظام البيئي البحري بما في ذلك مستوطنة دلفين وخنزير البحر المألوف.

## قضية المضائق
كان للمضيق أهمية إستراتيجية بحرية كبيرة على الأقل منذ أن خاضت جيوش العصر البرونزي حرب طروادة بالقرب من مدخل بحر إيجة، كما أن المعابر الضيقة بين آسيا وأوروبا وفّرت طرق الهجرة والغزو لفترة أطول (للفرس وغلاطية والأتراك، على سبيل المثال). وفي أيام إنهيار الدولة العثمانية كان «موضوع المضائق» يضم دبلوماسيين من أوروبا والعثمانيين.
بموجب شروط اتفاقية لندن للمضائق المبرمة في 13 يوليو 1841 بين القوى العظمى في أوروبا — روسيا والمملكة المتحدة وفرنسا والنمسا وبروسيا — أعيد تأسيس «الحكم القديم» للدولة العثمانية بإغلاق المضائق التركية لجميع السفن الحربية على الإطلاق، باستثناء تلك التابعة لحلفاء السلطان العثماني في زمن الحرب. أصبحت تلك المعاهدة واحدة في سلسلة تتناول الوصول إلى مضيق البوسفور وبحر مرمرة والدردنيل. لقد تطورت من معاهدة هنكار إسكله سي السرية لعام 1833 (Unkiar Skelessi)، والتي ضمنت فيها الدولة العثمانية الاستخدام الحصري للمضيق لسفن حربية «دول البحر الأسود» (أي الدولة العثمانية والإمبراطورية الروسية) في حالة الحرب العامة.
أصبحت المضائق ذات أهمية خاصة خلال الحرب العالمية الأولى (1914-1918) كحلقة وصل محتملة بين الجبهتين الشرقية والغربية لقوى الوفاق الثلاثي. فشلت القوات البحرية الأنجلو-فرنسية في السيطرة على الدردنيل (فبراير - مارس 1915)، ولكن في دبلوماسية اتفاقية المضائق السرية في مارس وأبريل 1915، وافق أعضاء الوفاق الثلاثي - في حالة النصر في الحرب العالمية الأولى - على التنازل عن الأراضي العثمانية التي تسيطر على المضائق وتطل عليها للإمبراطورية الروسية. أطلقت القوات الأنجلو-فرنسية بعد ذلك حملة جاليبولي، وهي عملية فاشلة في النهاية للسيطرة على المضيق بعد عمليات الإنزال البرمائية في شبه جزيرة جاليبولي (أبريل 1915 إلى يناير 1916). أدت الثورات في بتروغراد عام 1917 إلى توقف خطط روسيا للاستيلاء على المضيق.
المعاهدة الحديثة للتحكم في الوصول هي اتفاقية مونترو لعام 1936 بشأن نظام المضائق التركية، والتي لا تزال سارية اعتبارًا من 2020. تمنح هذه الاتفاقية جمهورية تركيا السيطرة على السفن الحربية التي تدخل المضيق لكنها تضمن حرية مرور السفن المدنية في وقت السلم.